# Laurent Batlles
Laurent Batlles (Nantes, Francia, 23 de septiembre de 1975) es un exfutbolista y entrenador francés, que se desempeñó como centrocampista. Actualmente sin club.

## Clubes

### Como jugador
| Club                  | País    | Año       |
| --------------------- | ------- | --------- |
| Toulouse              | Francia | 1994-1999 |
| Girondins de Burdeos  | Francia | 1999-2001 |
| Stade Rennais         | Francia | 2002      |
| SC Bastia             | Francia | 2003      |
| Olympique de Marsella | Francia | 2004-2005 |
| Toulouse              | Francia | 2005-2008 |
| Grenoble Foot 38      | Francia | 2008-2010 |
| AS Saint-Étienne      | Francia | 2010-2012 |

### Como entrenador
| Equipo                   | Div.                | Temporada           | Liga | Liga | Liga | Liga | Liga |    | Copa | Copa | Copa | Copa |   | Internacional | Internacional | Internacional | Internacional | Internacional |   | Otros | Otros | Otros | Otros |    | Totales     | Totales | Totales | Totales | Totales | Totales | Totales | Totales |
| Equipo                   | Div.                | Temporada           | PD   | G    | E    | P    | Pos. | PD | G    | E    | P    | PD   | G | E             | P             | Pos.          | PD            | G             | E | P     | PD    | G     | E     | P  | Rendimiento | GF      | GC      | Dif.    |         |         |         |         |
| ------------------------ | ------------------- | ------------------- | ---- | ---- | ---- | ---- | ---- | -- | ---- | ---- | ---- | ---- | - | ------------- | ------------- | ------------- | ------------- | ------------- | - | ----- | ----- | ----- | ----- | -- | ----------- | ------- | ------- | ------- | ------- | ------- | ------- | ------- |
| Troyes Francia           | 2.ª                 | 2019-20             | 28   | 16   | 3    | 9    | 4.º  | 2  | 0    | 0    | 2    | -    | - | -             | -             | -             | -             | -             | - | -     | 30    | 16    | 3     | 11 | 56.66%      | 35      | 28      | +7      |         |         |         |         |
| Troyes Francia           | 2.ª                 | 2020-21             | 38   | 23   | 8    | 7    | 1.º  | 1  | 0    | 0    | 1    | -    | - | -             | -             | -             | -             | -             | - | -     | 39    | 23    | 8     | 8  | 67.55%      | 60      | 37      | +23     |         |         |         |         |
| Troyes Francia           | 1.ª                 | 2021-22             | 19   | 4    | 5    | 10   | Inc. | 1  | 0    | 1    | 0    | -    | - | -             | -             | -             | -             | -             | - | -     | 20    | 4     | 6     | 10 | 30%         | 19      | 29      | -10     |         |         |         |         |
| Troyes Francia           | Total               | Total               | 85   | 43   | 16   | 26   | -    | 4  | 0    | 1    | 3    | -    | - | -             | -             | -             | -             | -             | - | -     | 89    | 43    | 17    | 29 | 54.68%      | 114     | 94      | +20     |         |         |         |         |
| AS Saint-Étienne Francia | 2.ª                 | 2022-23             | 38   | 15   | 11   | 12   | 8.º  | 1  | 0    | 1    | 0    | -    | - | -             | -             | -             | -             | -             | - | -     | 39    | 15    | 12    | 12 | 48.72%      | 63      | 57      | +6      |         |         |         |         |
| AS Saint-Étienne Francia | 2.ª                 | 2023-24             | 17   | 7    | 3    | 7    | Inc. | 1  | 1    | 0    | 0    | -    | - | -             | -             | -             | -             | -             | - | -     | 18    | 8     | 3     | 7  | 50%         | 20      | 18      | +2      |         |         |         |         |
| AS Saint-Étienne Francia | Total               | Total               | 55   | 22   | 14   | 19   | -    | 2  | 1    | 1    | 0    | -    | - | -             | -             | -             | -             | -             | - | -     | 57    | 23    | 15    | 19 | 49.12%      | 83      | 75      | +8      |         |         |         |         |
| Total en su carrera      | Total en su carrera | Total en su carrera | 140  | 65   | 30   | 45   | -    | 6  | 1    | 2    | 3    | -    | - | -             | -             | -             | -             | -             | - | -     | 146   | 66    | 32    | 48 | 52.52%      | 197     | 169     | +28     |         |         |         |         |
| 1.                       |                     |                     |      |      |      |      |      |    |      |      |      |      |   |               |               |               |               |               |   |       |       |       |       |    |             |         |         |         |         |         |         |         |

#### Resumen por competiciones
| Competición                | Partidos | Ganados | Empatados | Perdidos | Ganados % |
| -------------------------- | -------- | ------- | --------- | -------- | --------- |
| Ligue 2                    | 121      | 61      | 25        | 35       | 57.3%     |
| Ligue 1                    | 19       | 4       | 5         | 10       | 29.82%    |
| Copa de Francia            | 5        | 1       | 2         | 2        | 33.33%    |
| Copa de la Liga de Francia | 1        | 0       | 0         | 1        | 0%        |
| TOTAL                      | 146      | 66      | 32        | 48       | 52.52%    |